# Władysław Bartynowski
Władysław Bartynowski (ur. 24 czerwca 1832 w Krakowie, zm. 16 grudnia 1918 tamże) – polski archeolog, antykwariusz, bibliofil, kolekcjoner i numizmatyk. Prowadził też handel drukami i numizmatami antykwarycznymi w Krakowie.

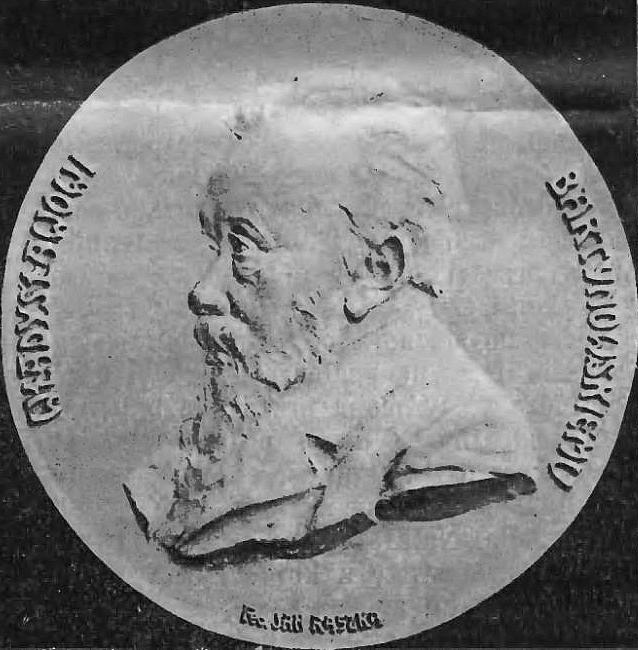
Medal upamiętniający Władysława Bartynowskiego autorstwa Jana Raszki

## Życiorys
Syn Maksymiliana (1800-1839), sędziego i numizmatyka, ojciec Wacława, polskiego sędziego i numizmatyka. Kiedy miał ok. 6 lat, jego rodzina przeniosła się z Karniowic do Krakowa. W Krakowie Bartynowski ukończył gimnazjum i uczęszczał na studia.
Współzałożyciel Towarzystwa Numizmatycznego w Krakowie w 1888. Był redaktorem Wiadomości Numizmatyczno-Archeologicznych w latach 1889-1900. Wynalazca bartynotypi, sposobu reprodukcji numizmatów. Autor katalogów. Od 1894 do 1910 zajmował się uporządkowaniem i opracowaniem zbioru numizmatycznego Andrzeja Potockiego. Doradzał w kompletowaniu zbiorów Emerykowi Hutten-Czapskiemu. Od ok. 1870 zajmował się prowadzeniem działu antykwarycznego w księgarni swojego przyjaciela, Józefa Friedleina. W 1896 należał do grona założycieli Towarzystwa Miłośników Historii i Zabytków Krakowa.
Zgromadził i skatalogował liczne zbiory, w tym miedziorytów, litografii i drzeworytów oraz materiałów i wiadomości o ich twórcach. Kolekcjonował również starodruki. Część swoich zbiorów i katalogów przekazał Muzeum Czapskich w Krakowie. W 1906 roku Jan Raszka zaprojektował medal poświęcony Bartynowskiemu. Na stronie głównej umieścił jego  popiersie z imieniem i nazwiskiem, na odwrocie krajobraz z posągiem Światowida i napis "Przyjaciele i archeolodzy w Krakowie 1906". Po śmierci Bartynowskiego zbiory numizmatyczne otrzymały w spadku jego dzieci.
Pochowany na cmentarzu Rakowickim w Krakowie.

## Prace
- Krótkie wspomnienie o życiu i pracach artystycznych Jana Lewickiego (1880)
- Skorowidz monet polskich K. Beyera (wspólnie z I. Polkowskim, 1880)
- Wojsko polskie Kościuszki w roku 1794: 16 tablic obejmujących 105 figur z natury rysowanych przez Michała Stachowicza
- Katalog tytułów i kart z dzieł dawnych polskich oryginalnych i faksymilowanych które w celu kompletowania książek rzadkich a uszkodzonych nabywać można, 1895
- Materyały Historyczne Rysowane i Zbierane W Kraju i Zagranicą, Wydawane ... Staraniem ... W. Bartynowskiego (1897)
- Katalog monet i medali polskich tudzież dzieł do numizmatyki odnoszących się (1897)
- Ikonografia królów, zbroi i wojska polskiego (1908, ze 173 tablicami)
- Wizerunki królów, uzbrojenie i wojsko polskie (1908)

## Literatura dodatkowa
- Szenic Stanisław: Numizmatyk i bibliofil [Władysław Bartynowski 1832-1918]. Nowe Książ. 1973 nr 23 s. 74-75
- M. Gumowski, Wspomnienia numizmatyka, (Kraków 1966), s. 16
- R. Janke, Władysław Bartynowski jako numizmatyk w 180 rocznicę urodzin, Przegląd Numizmatyczny nr 4 79/2012